# Prochnookópskaya
Prochnookópskaya (del ruso: Прочнооко́пская) es una stanitsa del raión de Novokubansk, en el krai de Krasnodar de Rusia.Está situada en la orilla derecha del río Kubán, frente a Krásnaya Poliana, 6 km al sureste de Novokubansk y 164 km al este de Krasnodar. Tenía 4 676 habitantes en 2010.
Es cabeza del municipio Prochnokópskoye, al que pertenece asimismo Fortshtadt.

## Historia
La localidad fue fundada en 1793 por cosacos del Don en el lugar donde hoy se encuentra Stáraya Stanitsa (frente a Armavir), y fue desplazada al lugar actual en 1817 por las inundaciones del Kubán por orden del general Alekséi Yermolov. Fue lugar de deportación para los decembristas. En 1847, el médico Nikolái Pirogov practicó aquí la primera operación con anestesia en campaña. A finales del siglo XIX contaba con 5 729 habitantes. Hasta 1920 formaba parte del otdel de Labinsk del óblast de Kubán.

## Personalidades
- Seliverst Zhogin (1912-1944), Héroe de la Unión Soviética.